# Yasutoshi Miura
Yasutoshi Miura (三浦 泰年, Miura Yasutoshi, Shizuoka, 15 juli 1965) is een Japans voetbaltrainer en voormalig voetballer. Hij is de broer van Kazuyoshi Miura, de oudste profvoetballer aller tijden.

## Carrière
Yasutoshi Miura speelde tussen 1984 en 2003 voor Santos, Verdy Kawasaki, Shimizu S-Pulse, Avispa Fukuoka en Vissel Kobe.

## Japans voetbalelftal
Yasutoshi Miura debuteerde in 1993 in het Japans nationaal elftal en speelde 3 interlands.

## Statistieken
| Japans voetbalelftal | Japans voetbalelftal | Japans voetbalelftal |
| Jaar                 | Wed.                 | Dlp.                 |
| -------------------- | -------------------- | -------------------- |
| 1993                 | 3                    | 0                    |
| Totaal               | 3                    | 0                    |